# (1672) Gezelle
(1672) Gezelle – planetoida z pasa głównego asteroid okrążająca Słońce w ciągu 5 lat i 247 dni w średniej odległości 3,18 au. Została odkryta 29 stycznia 1935 w Observatoire Royal de Belgique w Uccle przez Eugène’a Delporte. Nazwa planetoidy pochodzi od Guido Gezelle (1830–1899), belgijskiego pisarza i poety. Przed nadaniem nazwy planetoida nosiła oznaczenie tymczasowe (1672) 1935 BD.